# فرانسيس وايت
فرانسيس وايت (بالإنجليزية: Frances White)‏ هي ممثلة بريطانية، ولدت في 1 نوفمبر 1938 في ليدز في المملكة المتحدة. من الجوائز التي نالتها زمالة غوغنهايم.

## جوائز
- زمالة غوغنهايم

## وصلات خارجية
- فرانسيس وايت على موقع IMDb (الإنجليزية)
- فرانسيس وايت على موقع ألو سيني (الفرنسية)
- فرانسيس وايت على موقع أول موفي (الإنجليزية)
- فرانسيس وايت على موقع قاعدة بيانات الأفلام السويدية (السويدية)
- فرانسيس وايت على موقع قاعدة بيانات الفيلم (الإنجليزية)
- فرانسيس وايت على موقع كينوبويسك (الروسية)